# Verbascum pterocalycinum
Verbascum pterocalycinum är en flenörtsväxtart som beskrevs av Hub.-mor.. Verbascum pterocalycinum ingår i släktet kungsljus, och familjen flenörtsväxter. Utöver nominatformen finns också underarten V. p. mutense.